# カワサキ・ニンジャZX-10R
ニンジャZX-10R(ニンジャゼットエックステンアール)は、カワサキモータースが製造している、4ストローク998ccの大型自動二輪(オートバイ)である。

## 概要

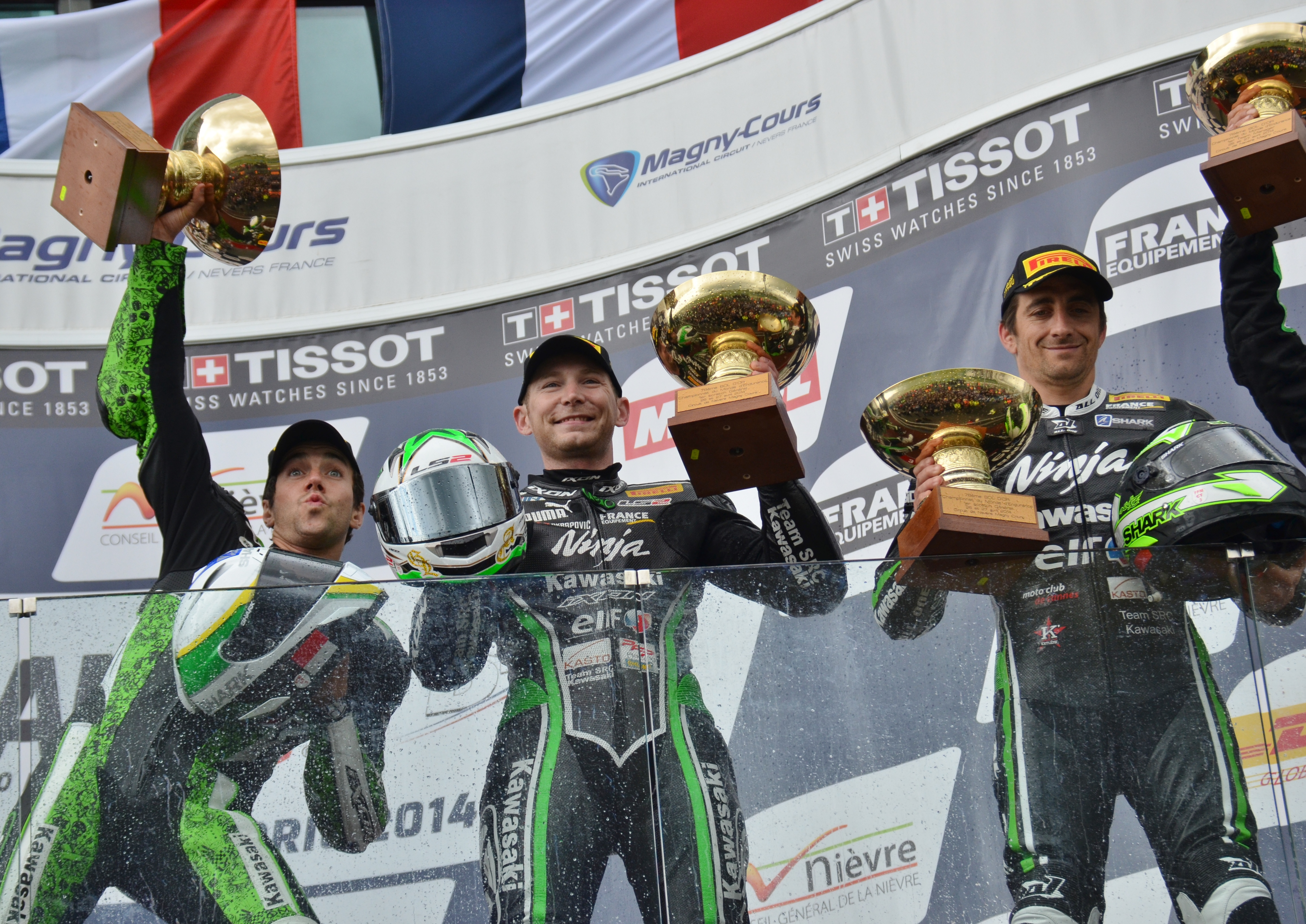
2014年ZX-10Rを駆りボルドール24耐を制覇したSRCカワサキ・フランス

2003年のスーパーバイク世界選手権のレギュレーション改定により4気筒車両の最大排気量が750ccから1,000ccに引き上げられた。それまでのカワサキのスーパースポーツ車両はスーパーバイク世界選手権参戦車両のニンジャZX-7R/RR(排気量748cc)の他に1,000ccクラスのニンジャZX-9Rが存在したが、ZX-9Rの排気量は899ccとスーパーバイク世界選手権の新たな最大排気量に満たないものであった。
ZX-10RはZX-7R/RRに代わる排気量1,000ccクラスの新たなスーパーバイク世界選手権参戦モデルとして、また、ZX-9Rの後継モデルとして、2004年に新規に発売された。

## モデル一覧

### 2004年
2004年に、それまでのカワサキにおける1,000ccクラスのスーパースポーツモデルであったZX-9Rの後継として発表された。
一般市販車として初めてパワーウェイトレシオが1kg/PSを切るよう車体とエンジンを組み合わせ(170kg/175PSであったものの日本に多く逆輸入されたマレーシア仕様は排ガス規制や騒音規制で若干パワーダウンし164PSであった)、ハードブレーキング時に対応するためにMotoGP参戦マシンであるZX-RR譲りのバックトルクリミッターも装備している。2004年型ヤマハYZF-R1や同年にデビューしたホンダCBR1000RRはいずれもセンターアップマフラーを採用したのに対し、ZX-10Rではオーソドックスなタイプのマフラーであった。
エンジンはライバル車両同様、クランクシャフト、メインシャフト、ドライブシャフトを三角配置して前後長の短縮を図っていたが、カワサキ以外の国内3社(ホンダ・ヤマハ・スズキ)がメインシャフトを他の2軸より上にずらして配置したのに対し、カワサキは下にずらして配置していた。また、MotoGP参戦車両ZX-RRの装備であった倍速ジェネレーター(クランクシャフトの2倍の速度で回転することで小型ながら十分な発電量を得る)が装備されていた。
フレームはエンジンの上を跨ぐように取り回されており、エンジンの外側を通らないためツインチューブでありながら非常に左右幅の狭いスリムなものであったが、ハンドリングには難があり、同形式のフレームを採用していた2010年型までの間レース活動では苦戦を強いられた
- ホイールベース1385mm
- 倍速ジェネレーター
- 排気デバイス
- バックトルクリミッター
- バックボーンフレーム
- イモビライザー
- ペタルディスク
- TOKIKO製4ピストン4パットラジアルマウントフロントブレーキキャリパー
- ラップタイム計測ストップウォッチ
- DLC(ダイヤモンド・ライク・カーボン)コートフロント倒立フォーク

### 2006年
2006年にはフルモデルチェンジされたが、前モデルの反省からか全体的なバランスが考慮されており、
- エンジンの見直し(倍速ジェネレーターの廃止、クランクマスを40%増加)
- シャシーの全面的な改良(フレーム剛性バランスの見直し、キャスター角見直し、それに伴うスイングアームの短縮をした結果1395mmと言うリッターSSらしくないほどのショートホイールベースとなる)
- 新形状のブレーキマスターシリンダーの採用(既存の横型からラジアルポンプタイプに変更)
- プロジェクター式ヘッドライトの採用
- 左右センターアップマフラーの採用

などが主に変更された。
C・D型共通事項として日本へ逆輸入されているモデルは165馬力となっていた。これは騒音規制に対応するためのもので、最高出力発生回転数を規制する事で騒音測定回転での数値を抑えるため。これらはシート下のカプラーを解放する事で解除する事が可能。

### 2008年
2008年にさらにモデルチェンジがなされエンジンは188馬力(ラムエアインテークによる加圧で200馬力)となり外観も大幅に変更され、
- センターアップマフラーの廃止[3]
- フロントミラーステー部分にウインカー装備[3]
- ホイールベースの延長(1395mm→1415mm)
- 左右のステアリングスイッチ部分にストップウォッチ機能を装備(右がスタート、ストップボタン。左がラップタイムボタン)そのためハザードランプスイッチは装備されない

などの変更がなされた。

### 2010年
当初この2010年型でエンジン・車体共に完全新設計のフルモデルチェンジが行われる予定であったが、不況の影響、レースで勝てるマシンにすること(歴代ZX-10Rはスーパーバイク世界選手権では苦戦を強いられてきた)を目的に開発期間が延長されたため、それまでの繋ぎとして2008年型より外装パーツ等を一部変更したマイナーチェンジが行われた。カタログ値で車体重量が乾燥重量から装備重量に変更されているが、実質的なスペックに変更はない。

### 2011年
2011年型では同車両では初となる完全新設計におけるフルモデルチェンジが行われた。通常、モデルチェンジは2年周期で行われており、2010年に行われる予定だったが、前述(2010年式)の理由により1年遅れのモデルチェンジとなった。エンジン・車体共に刷新され、歴代車種とは大きく変化している。
- オーソドックスなツインチューブフレームへの変更
- 軸配置を見直し、マスを集中化した新エンジン(リッタークラススーパースポーツオートバイとして初の200馬力オーバーを発生)
- ホリゾンタルバックリンクリアサスペンションの採用
- 加速力を最大限に引き出す予測型トラクションコントロールシステム(S-KTRC)の採用
- LEDを使った弧形のバータイプのタコメーターの採用
- プロジェクターヘッドライトの廃止
- カセットトランスミッションの採用
- 先代モデルに引き続きストップウォッチ機能を装備したがハザードランプスイッチは未装備
- 10kg以上の軽量化
- ミラー埋め込み式のウインカー採用
- KIBS機構を搭載しているABS仕様の追加

2004年型以来の伝統であり車体構成上の特徴だった、エンジンの上を跨ぐように取り回わされたバックボーンフレーム、メインシャフトを低く配置したエンジンは廃止された。フレームはエンジン側面を囲うオーソドックスなツインチューブフレームに変更され、エンジンのメインシャフトも他社の競合車両同様、高い位置に改められた。車体構成の独自性は薄れたが、開発目的の一つである「レースで勝つ」ことを優先しての変更である。
エンジンの特性はボアストローク値こそ変更されなかったものの、従来モデルよりも高回転型となり、アクセルをより開けやすくするため中低回転域時の余剰なトルクはカットされ、直線的なトルクカーブになっている。最高出力はリッターSSクラス車両初となるラムエア過給なしで200馬力以上(200.1 PS)を発揮する。
2012年モデルはカラーデザインの変更とカウルのサイドのロゴが“Ninja”から“ZX-10R”に変更となった。
2013年モデルのマイナーチェンジではステアリングダンパーを電子制御式に変更している。
レース活動においては2013年、スーパーバイク世界選手権においてトム・サイクスがカワサキのライダーとして20年ぶりにタイトルを獲得、2015年にはジョナサン・レイがライダータイトルを獲得し、初のマニュファクチャラータイトルも獲得している。

### 2016年
2015年10月8日に2度目のモデルチェンジとなる2016年型が発表された。エンジンは欧州排出ガス規制EURO4に適合、車体も先代のデザインを維持しつつ手直しされており、フロントサスペンションにはショーワ製の『バランスフリーフロントフォーク』を装備している。
同年12月には、日本国内向け競技向け車両として「レース専用モデル」が発売された。車体は日本国外向け仕様とほぼ同一だが、ABSと保安部品は装着されていない。

### 2017年
2016年9月1日にマイナーチェンジが発表された。日本国内の騒音規制基準変更により、排気系が欧州仕様と共通化され、はじめてカワサキ正規代理店から200PSフルパワー仕様が発売されることとなった。東南アジア仕様は数種類仕向け地があり、それぞれ規制が施されている(マレーシア仕様はフルパワー)。また、軽量ホイールや専用エンジンを搭載しサーキット走行に特化した「ZX-10RR」を追加発表した。
翌2018年には、前年2016年にZX-10RRに採用されていたアップ・ダウン両対応のクイックシフターを全グレードに標準装備とし、また、ボディーカラーを刷新する年次改良を行い、電子制御サスペンション・RRと同様のマルケジーニホイールを装備した「ZX-10R SE」を販売することが追加発表された。

### 2019年
2018年10月1日から新型「ZX-10R」、ABS装備の「ZX-10R ABS」、チタンコンロッドなどを採用したスーパーバイク選手権用ホモロゲーションモデル「ZX-10RR」、電子制御サスペンションを装備した「ZX-10R SE」を発売した。エンジンはシリンダーヘッドが新設計となりフィンガーフォロワー式ロッカーアームを採用。エンジン出力は203PS(ZX-10RRは204PS)となった。
前年モデルまでは一貫して逆輸入によって日本国内へ導入されてきたが、2019年モデルからは日本国内向けモデルとして発売された。日本国内向けモデルも諸外国向けモデルと同様、車速299km/hで速度リミッターが作動する。

### 2021年
2020年11月23日に2021年モデルが発表された。外装が一新されており、2011年型〜2019年型とは大きく異なり、ニンジャH2ルックとなった。新しいカウリングはエアロダイナミクスに注力したもので、旧型比ダウンフォースは17％増加、ドラッグは7%減少するとされている。外観は大幅に異なるもののエンジン・車体の変更は小規模であり、エンジンは従来型をベースにEURO5の排ガス規制に対応、最高出力は従来型と同一ながら最高出力発生回転数は13,200rpmと低回転寄りとなった。また、1速と6速がワイド化され街中での乗り易さを獲得している。車体はスーパーバイク世界選手権からのフィードバックを受けてディメンションの小変更がなされている。
装備面では、灯火類はすべてLEDライト化、メーターパネルはTFTフルカラー液晶を採用。またハザードランプスイッチがようやく搭載された。
500台限定生産のスーパーバイクホモロゲーションモデル「ZX-10RR」は従来のチタンコンロッドに加え軽量ピストン、低摩擦ピストンピン、専用カムシャフト、専用バルブスプリングを採用、最高出力は従来型と同一ながら発生回転数は14,000rpmと高回転化、レースベース車としてのポテンシャルが高められている。

### 2023年
カワサキは2022年の9月に2023年型を発表しており、ホームページの製品情報ではスペックに変更はなくカラーリングの変更のみと思われていたが、2023年の2月6日に追加情報として2023年型のZX-10RRには可変吸気ファンネルが採用されていることが発表されたが、これはレース専用の装備でレース用ECUへ換装しないと作動しない。また、FIMのホモロゲーション車両リストにおける2023年型ZX-10RRの注釈には、”no balancer rotational parts”との記述があり、二次バランサーもキャンセルされていると考えられる。

### 2025年
国内における2025年モデルの販売は2024年9月1日とした。KRTエディションのカラーおよびグラフィックを刷新するとともに、スタンダードカラーのニンジャZX-10Rも新色（メタリックフラットスパークブラック×エボニー）に変更された。
さらに、レース専用モデルを国内で特別発売。受注期間は10月22日から12月13日となっている。北米向けのABSなし仕様をベースとしているが、装備や主要諸元は概ね前年モデルから変更されていない。
北米や欧州ではニンジャZX-10RRも発表されており、2024年モデルから性能はそのままにカラー変更のみとなっている。

## 画像

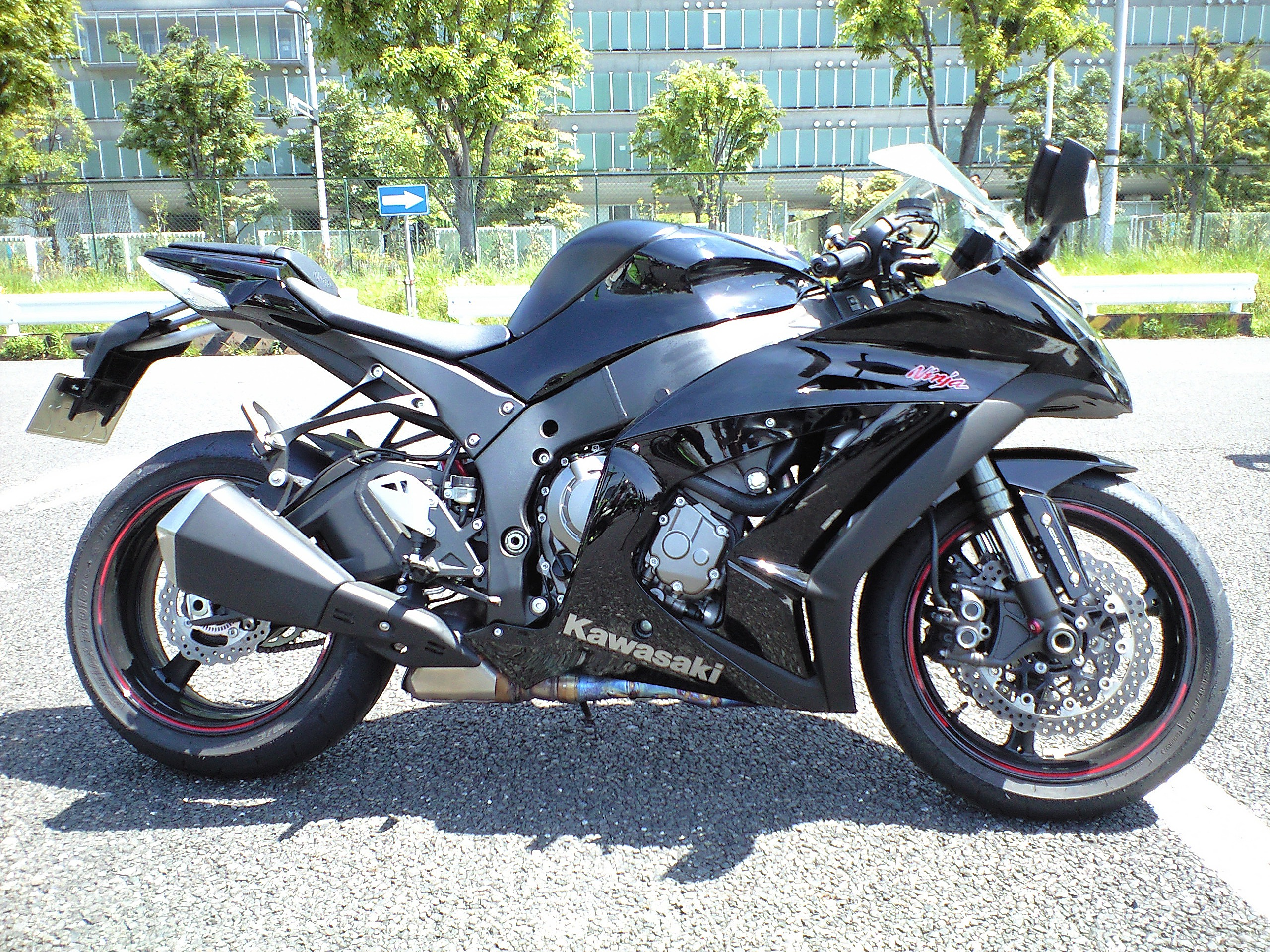
Ninja ZX-10R 2011 ABS
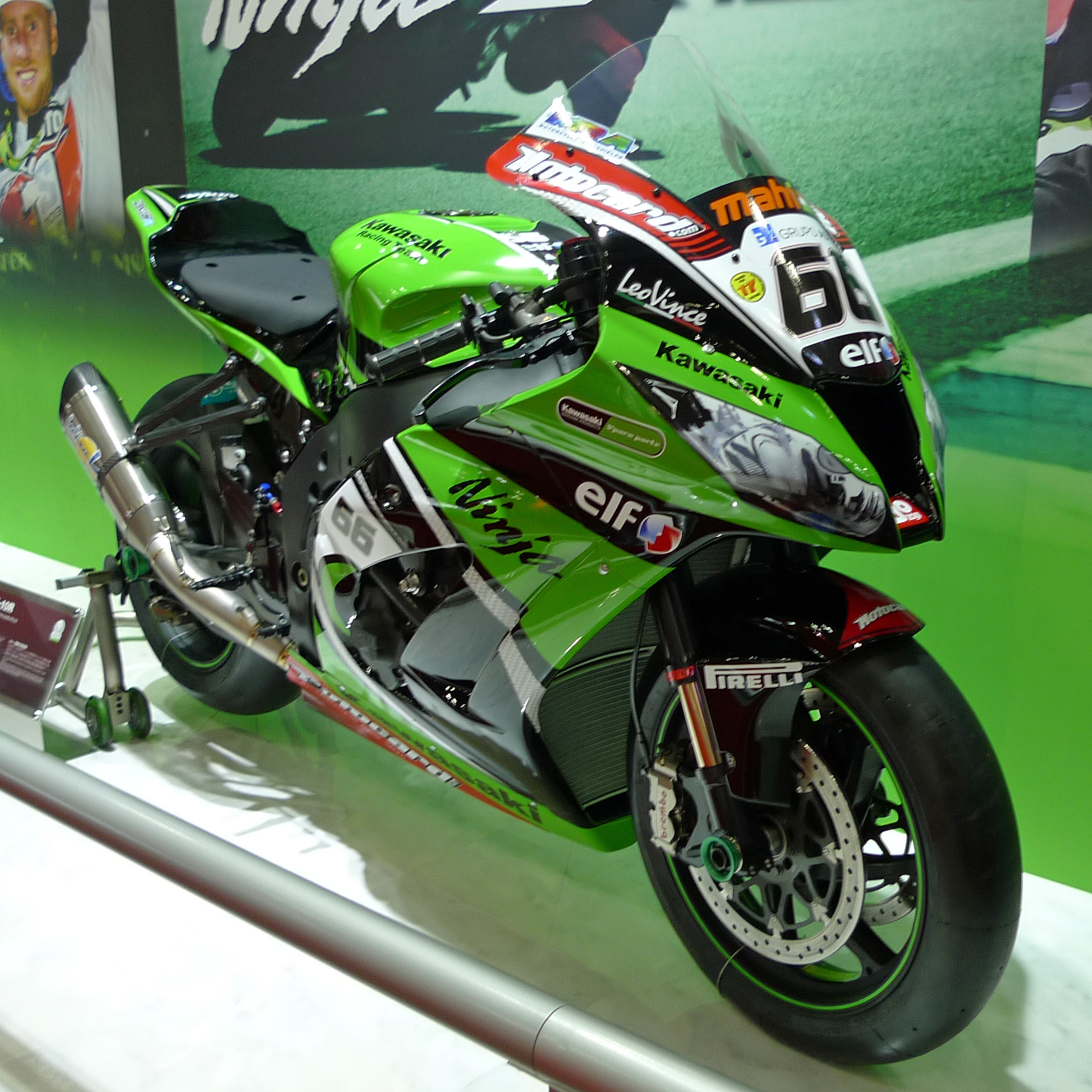
東京モーターショー2013展示モデル
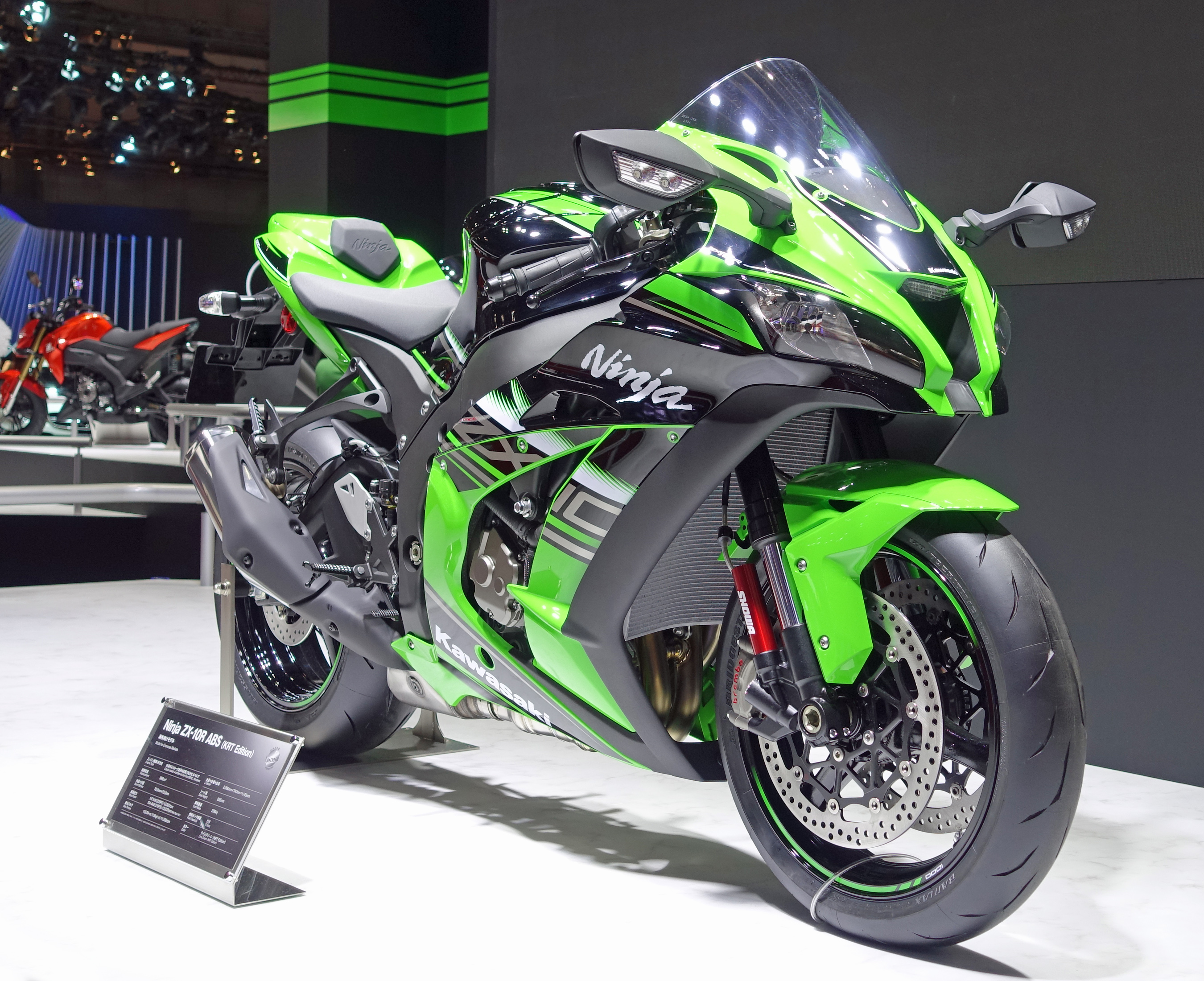
東京モーターショー2015展示モデル